# Cesta življenja
Cesta življenja (Доро́га жи́зни, Doroga žizni) je bila ledena zimska prometna pot čez zamrznjeno Ladoško jezero, ki je zagotavljala edini dostop do obleganega mesta Leningrad, medtem ko je obroč v obleganju aktivno vzdrževala nemška Heeresgruppe Nord. Obleganje je trajalo 29 mesecev od 8. septembra 1941 do 27. januarja 1944. Več kot milijon državljanov Leningrada je umrlo zaradi lakote, stresa, izpostavljenosti in bombardiranja. Vsako zimo je bila ledena cesta čez Ladoško jezero  ročno rekonstruirana in zgrajena po natančnih aritmetičnih izračunih, odvisno od obsega prometa. Poleg prevoza na tisoče ton streliva in zalog hrane vsako leto je Cesta življenja služila tudi kot glavna evakuacijska pot za milijone Sovjetov, ujetih v stradajočem mestu. Cesta je danes del svetovne dediščine v sklopu Zgodovinsko središče Sankt Peterburga in pripadajoče skupine spomenikov.

## Ustanovitev
Do 8. septembra 1941 je nemška Heeresgruppe Nord pod feldmaršalom Wilhelmom Ritterjem von Leebom skoraj popolnoma obkolila Leningrad in uspešno odsekala vse glavne oskrbovalne poti. Za reševanje tega naraščajočega problema je Vojaški sovjet Leningrajske fronte sprejel odločitev, da novembra 1941 ustanovi komisijo za evakuacijo. Ker se je resnost obleganja še stopnjevala, je odbor predlagal gradnjo ledene ceste nad Ladoškim jezerom, ki bi bila hkrati izvedljiva dovodna črta in sredstvo za evakuacijo civilistov. Cesta življenja je začela delovati 19. novembra 1941, potem ko je stotnik Mihail Murov in njegov transportni polk s konjskimi vpregami prepeljal prve zaloge nad Ladoškim jezerom. Toda zaradi bombardiranja, loma ledu in nezanesljive opreme ta pot še zdaleč ni bila povsem funkcionalna. Šele sredi decembra, ko so čete Volhovske fronte zavzele Tihvin, je bila možna gradnja železnice, ki je neposredno povezovala zahodno obalo Ladoškega jezera z Leningradom.
Kmalu zatem je ledena cesta začela sprejemati tovorni promet, kljub pogostim prelomom ledu v zgodnjih fazah. Pot je bila tako nevarna, da je samo v prvem tednu vožnje tovornjakov več kot štirideset dostavnih vozil padlo skozi led in potonilo na dno jezera - globina 210 m na najgloblji točki. Potem ko je novembra in decembra utrpela velike začetne izgube, je Cesta življenja počasi začela kazati znake izboljšanja do januarja in februarja 1942, zahvaljujoč dokončanju železniške proge, ki je povezala ledeno cesto z Voibokalom.
Pozimi 1941–42 je ledeni koridor Ceste življenja deloval 152 dni, do 24. aprila. Iz Leningrada so v prvi zimi blokade evakuirali približno 514.000 prebivalcev, 35.000 ranjenih vojakov, industrijsko opremo iz 86 obratov in tovarn ter tudi nekaj umetniških in muzejskih zbirk. Medtem ko je bila cesta zaščitena s protiletalsko artilerijo na ledu in v zraku, so konvoje tovornjakov vztrajno napadali nemško topništvo in letala, zaradi česar so bila potovanja nevarna.
Skupno število ljudi, ki so jih evakuirali iz obleganja Leningrada po Cesti življenja, je bilo približno 1,3 milijona, večinoma žensk in otrok.
Leta 1942 je bila zgrajena Arterija življenja, 29 km dolg naftovod skozi Ladoško jezero, od tega je 21 km pod vodo na globini 12,5 metra.
Naslednjo zimo 1942–1943 je Cesta življenja ponovno začela delovati [9], s konjski vpregami 20. decembra 1942. Motorna vozila so začela voziti 24. decembra 1942. Gradnja 30 km dolge železnice nad koli in ledom se je začela tudi decembra 1942.
Operacija Iskra, obsežna ofenziva vojakov Leningrajske in Volhovske fronte, se je začela zjutraj 12. januarja 1943. Po težkih in hudih bojih so enote Rdeče armade premagale močna nemška utrjena območja južno od Ladoškega jezera in 18. januarja 1943 sta se obe fronti sestali in odprli kopenski koridor do obleganega mesta. V nekaj tednih je bila zgrajena neposredna železniška proga do Šlisselburga, ki je dobavljala material v Leningrad.
Mesto Leningrad je bilo še vedno vsaj delno oblegano, nadaljevalo se je tudi zračno in topniško obstreljevanje, dokler sovjetska ofenziva ni prebila nemške linije in 27. januarja 1944 obleganje prekinila.
Zaradi junaškega odpora svojih državljanov je bilo Leningrad prvo mesto, ki je leta 1945 dobilo častni naslov mesto Heroj.

## Konstrukcija
Z dolžino 136 km in širino 138 km je Ladoško jezero (ali jezero Nevo, kot so ga imenovali v starih časih) eno največjih jezer v Evropi. Zaradi svoje velikosti in nepredvidljivih vremenskih razmer so mnogi ugibali, da bi bila gradnja ledene ceste, ki bi povezovala njegove obale, nemogoča.
Čeprav so imeli Rusi predhodne zgodovinske izkušnje z gradnjo ledenih cest (ledena železnica je bila med prvo svetovno vojno položena nad reko Kolo pri Murmansku, druga pa nad delom Bajkalskega jezera med gradnjo Transsibirske železnice), nobeno od njihovih predhodnih prizadevanj ni bilo tako zapleteno ali tako nujno kot oskrbna Ladoška pot. Tudi pozimi so lahko močni vetrovi v regiji v nekaj urah povečali ali zmanjšali vodostaj jezera za kar 1,2 m. Skupina inženirjev je bila hitro sestavljena, da bi zagotovila predlog 48 km proge strukturno primerne; en leningrajski znanstvenik je napisal:
»Pri –5 ° C bi se v 64 urah oblikovalo 4 centimetrov ledu; pri −10 ° C bi se v 34 urah oblikovalo 4 centimetra, pri -15 ° C bi se 4 cm oblikovalo v 23 urah. Ledena podlaga [30 cm] bi nastala v 24 dneh pri -5 ° C. Za ustvarjanje podlage iz ledu pri −15 ° C bi potrebovali 8 dni.«
Poleg tega:
- Za podporo konja brez tovora je bilo potrebnih najmanj 10 cm ledu.
- Za podporo konjske vprege z eno tono tovora je bilo potrebnih najmanj 18 cm ledu.
- Za podporo tovornjaka, ki prevaža eno tono tovora, je bilo potrebnih najmanj 20 cm ledu.

Čeprav je bilo za podpiranje množičnega prehoda po poti potrebno le 30 cm ledu, se je dejanska debelina ledu navadno gibala od 91–152 centimetra, kar je gostota, ki je dovolj gosta za skoraj katero koli nalogo.
Ko so pot potrdili in preizkusili stabilnost, so nato uporabili večje pluge in stroje za čiščenje snega, da bi razširili ledeno cesto in jo naredili bolj primerno za avtomobilski prevoz. Do februarja 1942 so bile velike snežne obale na obeh straneh poti oblikovane v ogromne ledene stene, ki so ščitile prevoz pred močnimi vetrovi z jezera. Na vsakem kilometru je prometni stražar označil konvoj in opozoril na ovire ali nesreče pred njim. Ko se je spomladi led stopil, se je ledena cesta raztopila in nadomestila s sistemom ladij, ki so še naprej prevažale blago čez veliko jezero.
Takoj, ko se je led strdil, je bila decembra 1942 ponovno obnovljena Cesta življenja. Od februarja 1943 je cesta nadomeščala kopenski koridor, ledeni promet pa se je nadaljeval do 30. marca.

## Količina prepeljanega blaga
Cesta življenja je bila uporabljena za prevoz naslednjih zalog:
- november 1941: približno 1500 ton hrane (predvsem moke)
- januar 1942: približno 52.000 ton različnih zalog (od tega približno 42.000 ton hrane)
- februar 1942: približno 86.000 ton različnih zalog (od tega ~ 67.000 ton hrane)
- marec 1942: približno 113.000 ton različnih zalog (od tega ~ 87.000 ton hrane)
- april 1942: približno 87.000 ton različnih zalog (od tega približno 57.000 ton hrane)

Ledena cesta je bila skupaj uporabljena za pošiljanje več kot 360.000 ton blaga v Leningrad, večinoma obrokov in krme.
V prvi zimi obleganja je ledena cesta delovala do 23. aprila 1942. Od novembra 1941 do aprila 1942 je Cesta življenja v Leningrad dostavila več kot 350.000 ton tovora, od tega skupaj več kot 75 % vseh pošiljk predstavljajo zaloge hrane, ki se je uporabljala za prehrano stradajočih prebivalcev mesta. Druge zaloge življenjskega pomena so bile bencin, maziva za motorje in strelivo, ki se uporabljajo za oskrbo nekaj vojaških enot, ki so bile še vedno nameščene v obleganem mestu. Iz Leningrada je bilo prek Ceste življenja odposlanih približno 32.000 ton vojaških zalog in več kot 37.000 ton goriv in maziv, namenjenih za frontno in pomorsko floto.
23. aprila 1942 so trije avtomobili, ki so prevažali čebulo, prečkali skoraj stopljeno pot in dostavljali zadnje zaloge, da so tisto leto prispeli do Leningrada.

## Po obleganju
Poleti, z začetkom plovnega obdobja, so se dobave v mesto nadaljevale zahvaljujoč Ladoški vojaški floti. Leta 1943 je Cesto življenja zamenjala Cesta zmage - železnica, položena na ozki poti, ki je bila zajeta med operacijo Iskra od Leningrada do Volhova. Zdaj je Cesta življenja v mejah Sankt Peterburga pogosto imenovana Rjabovska cesta, toda znotraj Vsevoložka je Cesta življenja uradno ime.

## Spomeniki
Ob Cesti življenja je skupaj sedem spomenikov, 46 spominskih drogov ob cesti in 56 spominskih drogov ob železnici. Vsi ti so del Zelenega pasu slave (Зелёный пояс славы).
- Spominski kompleks Roža življenja (Цветок жизни), na 3. kilometru Ceste življenja, je sestavljen iz spomenika, ki sta ga leta 1968 postavila arhitekta A.D. Levjenkov in P.I. Melnikov in osmih plošč (predstavljajo strani iz dnevnika leningrajske šolarke Tanje Savičeve), ki sta jih leta 1975 postavila arhitekta A. D. Levjenkov in G. G. Fetisov ter inženir M.V. Koman.
- Spominski kompleks Rumbolovski hrib Румболовская гора), na 10. kilometru v Vsevoložku, ki sta ga postavila arhitekta P. F. Kozlov in V. N. Poluhin. Sestavljen je iz kovinskega hrastovega in lovorovega listja, ki simbolizira življenje in slavo, ter tablice z verzom pesnice Olge Berggolts.
- Spomenik Katjuša (Катюша) v 17. kilometru blizu vasi Kornevo, ki so ga postavili leta 1966 arhitekti A. D. Levjenkov, P. I. Melnikov, L. V. Čulkevič in projektanti G. I. Ivanov in L. V. Izyurov.
- Petinšestdeset spominskih kilometrskih oznak vzdolž železniške proge Finska postaja – Ladoško jezero. Leta 1970 sta jih postavila arhitekta M. N. Meisel in I. G. Yavein.
- Šestinštirideset spominskih kilometrskih oznak na cesti od železniške postaje Rževka na robu Sankt Peterburga do Ladoškega jezera. Leta 1967 jih je postavil arhitekt M. N. Meisel.
- Spomenik, sestavljen iz parne lokomotive, ki je upravljala na Cesti življenja, ki jo je leta 1974 postavil na postaji Ladoško jezero arhitekt V. I. Kuznetsov

- Spominski kompleks Zlomljeni krog (Разорванное кольцо) na 40. kilometru Ceste življenja, na obali Ladoškega jezera v bližini vasi Kokorevo. Sestavljen je iz kipa protiletalskega topa (1966, kipar Konstantin Simun, arhitekt V. G. Fillipov, inženir I. A. Rybin).
- Spomenik Prečkanje (Переправа), blizu zaselka Morozova, posvečen spominu na vojake-pontonerje (1970, arhitekt L. M. Drexler, inženir E. N. Lutsko).
- Plaketa Jeklena pot (Стальной путь) na železniški postaji Petrokrepost, posvečena spominu na junaške železniške delavce na Cesti življenja (1972, arhitekta N. M. Meisel in I. G. Yavein, kipar G. D. Glinman). Na istem mestu stoji spominska parna lokomotiva (1975).
- Plošča Kobona ( Кобона) v zaselku Kobona, posvečena Cesti življenja (1964, arhitekti M. N. Meisel in A. A. Jakovlev).
- Spominski avtomobil Legendarni ena in pol-tone (Легендарная полуторка ) na 103. kilometru ceste Petrozavodsk, na odcepu za Voibokalo (1974, arhitekt A. D. Levjenkov, umetnik V. V. Fomjenko) .
- Plaketa Voibokalo (Войбокало ) na železniški postaji Voibokalo v počastitev Ceste življenja (1975, arhitekt S. S. Natonin).